# 特拉尼 (摩泽尔省)
特拉尼（法語：Tragny，法語發音：[tʁaɲi]）是法国摩泽尔省的一个市镇，属于梅斯区。

## 地理
特拉尼（48°57'33"N, 6°22'42"E）面积5.43 平方千米，位于法国大東部大區摩泽尔省，该省份为法国东北部内陆省份，是洛林的一部分，西南接默尔特-摩泽尔省，东临下莱茵省，北与卢森堡和德国接壤。
与特拉尼接壤的市镇（或旧市镇、城区）包括：贝希、弗洛库尔、瑞维尔、吕皮、蒙舍、蒂蒙维尔。

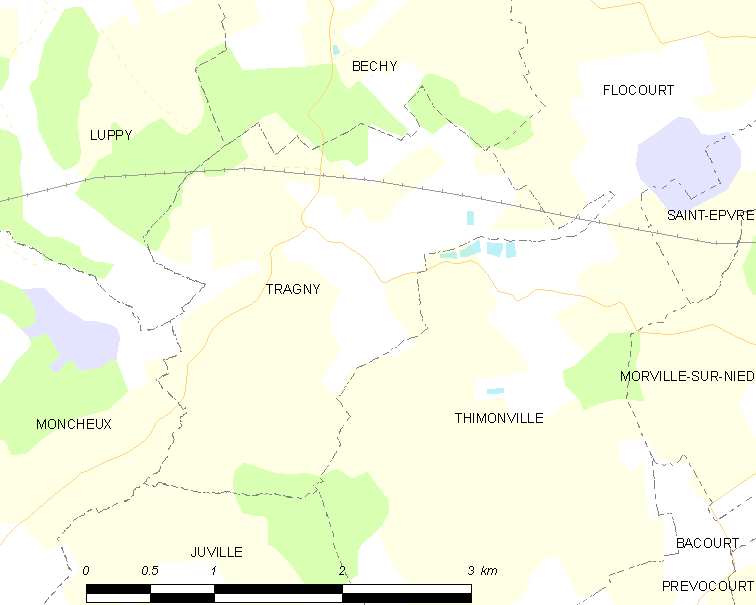
的OSM定位图

特拉尼的时区为UTC+01:00、UTC+02:00（夏令时）。

## 行政
特拉尼的邮政编码为57580，INSEE市镇编码为57676。

## 政治
特拉尼所属的省级选区为福尔克蒙县。

## 人口

1962-2008年间人口变化图示

特拉尼于2022年1月1日时的人口数量为88人。